# Алябьевский
Аля́бьевский — посёлок в Советском районе Ханты-Мансийского автономного округа.

## География
Посёлок расположен в малонаселённой местности в 8,5 км к востоку от административной границы между Ханты-Мансийским АО и Свердловской областью. Ближайшие населённые пункты — посёлки Малиновский и Юбилейный.
В 2 км к югу от посёлка проходит участок Свердловской железной дороги Ивдель—Приобье.

## История
Был основан как Тапсуйский леспромхоз в мае 1966 года. В августе переименован в Алябьевский леспромхоз Управления лесозаготовок и стройматериалов Министерства сельского хозяйства РСФСР.

## Население
| 2010  | 2012  | 2013  | 2014  | 2015  | 2016  | 2017  |
| ----- | ----- | ----- | ----- | ----- | ----- | ----- |
| 2446  | ↘2364 | ↘2324 | ↘2307 | ↘2295 | ↘2290 | ↘2275 |
| 2018  | 2019  | 2020  | 2021  |       |       |       |
| ↘2264 | ↘2226 | ↘2221 | ↘2211 |       |       |       |